# Bahnhof Łódź Fabryczna

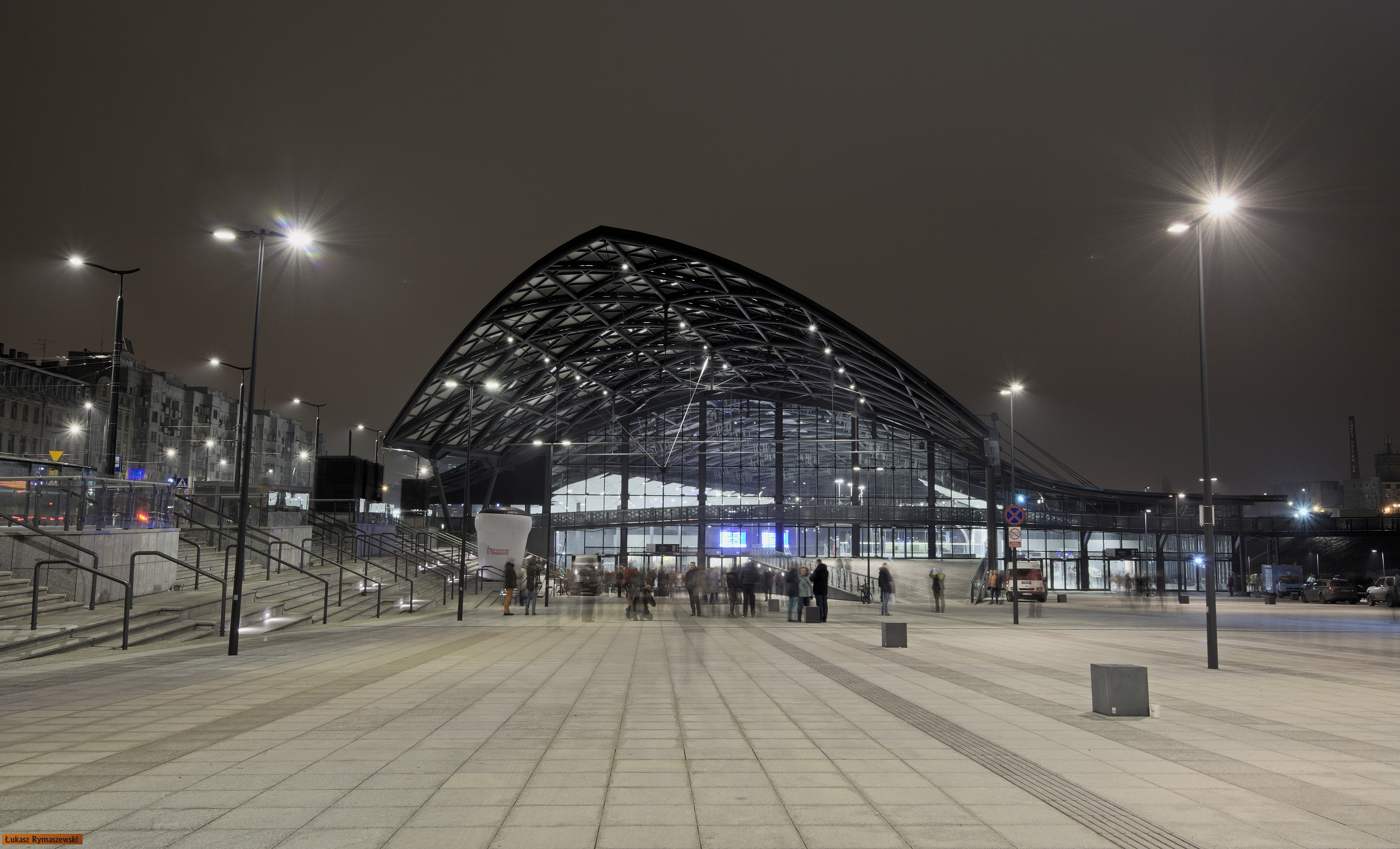
Neuer Bahnhof Łódź-Fabryczna

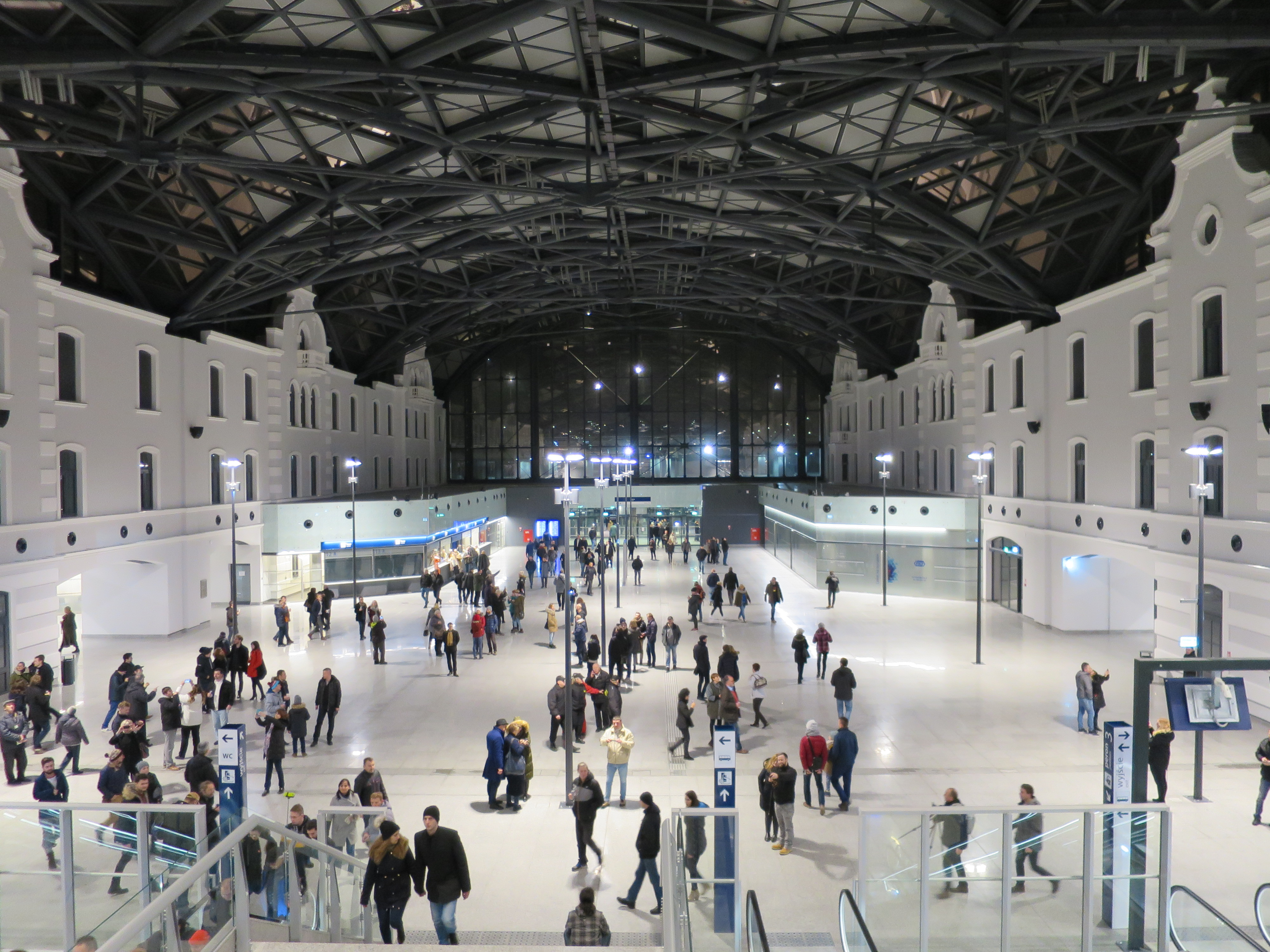
Bahnhofshalle nach dem Umbau

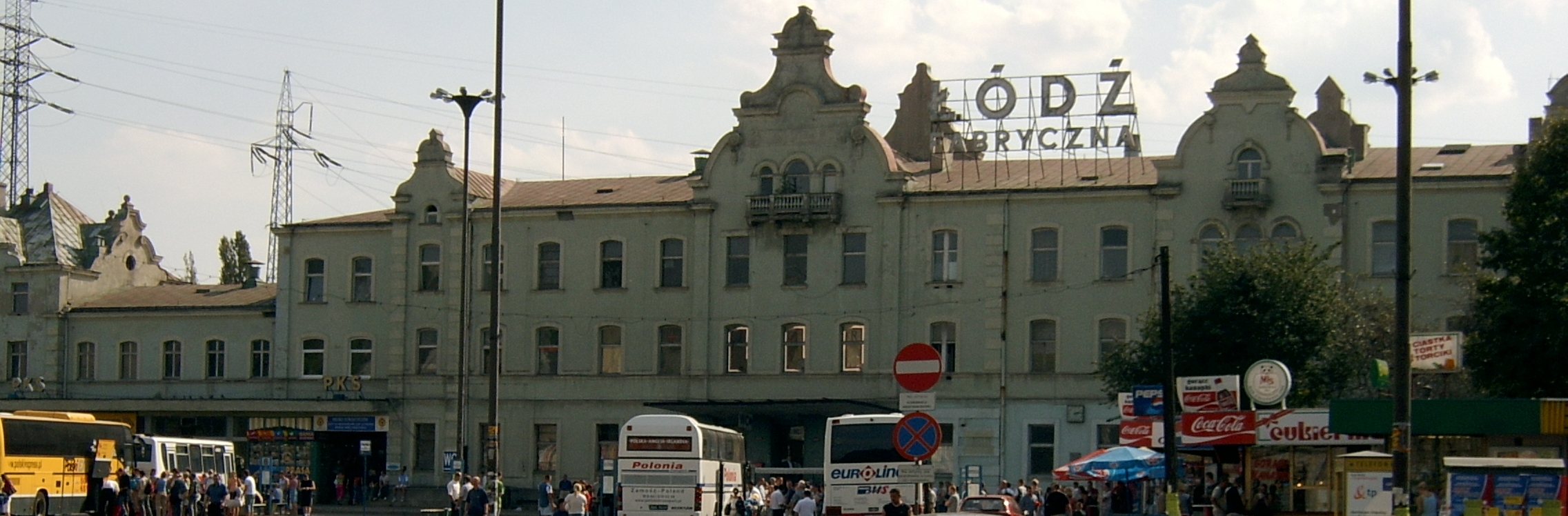
Łódź Fabryczna vor dem Umbau

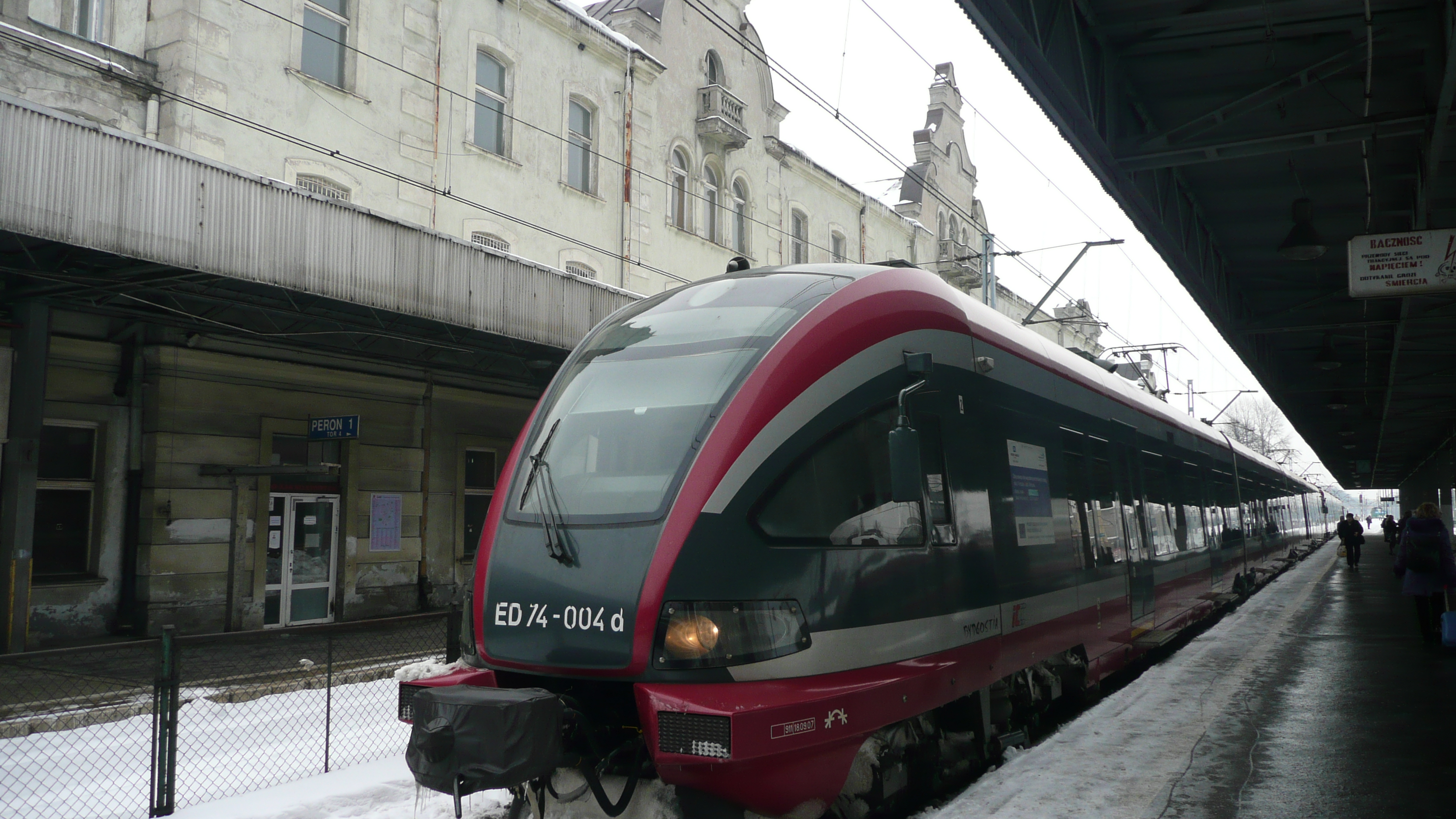
Bydgostia im alten Bahnhof Fabryczna

Łódź Fabryczna ist ein Bahnhof im Zentrum der Stadt Łódź in Polen, am Platz Sałacińskiego 1. Er ist neben dem Bahnhof Łódź Kaliska der wichtigste Bahnhof der Stadt. Der ursprüngliche Kopfbahnhof wurde zu einem unterirdischen Durchgangsbahnhof umgebaut. 
Vor dem Hauptgebäude befand sich der zentrale Busbahnhof, auf dem der internationale Busverkehr – Busse der Państwowa Komunikacja Samochodowa und Polski Express – abgefertigt wurden. Mit dem Umbau des Bahnhofs wurde auch der Busbahnhof unterirdisch neu angelegt. Von Łódź Fabryczna gibt es direkte Busverbindungen nach Warschau, Krakau, Bielsko-Biała, Olsztyn und Koluszki. 
In der Haupthalle des alten Bahnhofsgebäudes befanden sich mehrere Fahrkartenschalter, Fahrkartenautomaten existierten vor dem Umbau nicht. Auf der Strecke zwischen Warschau Hauptbahnhof und Łódź Fabryczna verkehren stündlich Elektrotriebwagen des Typs ED74 „Bydgostia“ des in Bydgoszcz ansässigen Unternehmens PESA und benötigen dafür 100 Minuten. 2023 nutzten 15 Millionen Passagiere den Bahnhof.

## Geschichte
Mit dem Wachstum von Łódź wurde der Anschluss an das Schienennetz immer bedeutsamer. Daher drängten die Industriellen auf den Bau einer Stichbahn in die Stadt und damit einen Anschluss an die Strecke Wien–Warschau, die unter anderem die Versorgung mit Steinkohle für die Maschinenindustrie ermöglichte. Besonders Karl Scheibler bemühte sich darum.
Am 1. September 1865 begannen die Arbeiten für die Station, nachdem zuvor der russische Zar Alexander II. die Genehmigung zum Bau erteilt hatte.
Die Schienen verbanden die Stadt mit Koluszki. Am 1. November 1865 wurde die Strecke das erste Mal genutzt und am 10. November 1865 fand ein Bankett anlässlich der Eröffnung statt, zu der auch der russische Generalgouverneur Graf von Berg erschien. Die feierliche Übergabe für die Passagiere erfolgte am 1. Juni des folgenden Jahres, obwohl zu diesem Zeitpunkt noch kein Bahnhofsgebäude bestand. Bereits zu Beginn zeigte sich die Bedeutung des Bahnhofs. 1866 wurden 5.000 t Güter und 46.000 Passagiere transportiert. Bis 1868 hielten die Züge an der Straße ul. Krótka, dem heutigen Standort des Dom Kultury. 1868 wurde das Bahnhofsgebäude nach Plänen des Architekten Adolf Schimmelpfennig errichtet.
Die Nutzung des Bahnhofs steigerte sich schnell und erreichte um 1890 50.000 Tonnen Güter und fast 250.000 Passagiere.
Nach der Besetzung Łódźs und der Umbenennung in Litzmannstadt wurde der Name des Bahnhofs in Litzmannstadt Mitte geändert. Ab 1945 trug der Bahnhof dann den Namen Łódź Fabryczna. 

### Umbau des Bahnhofs

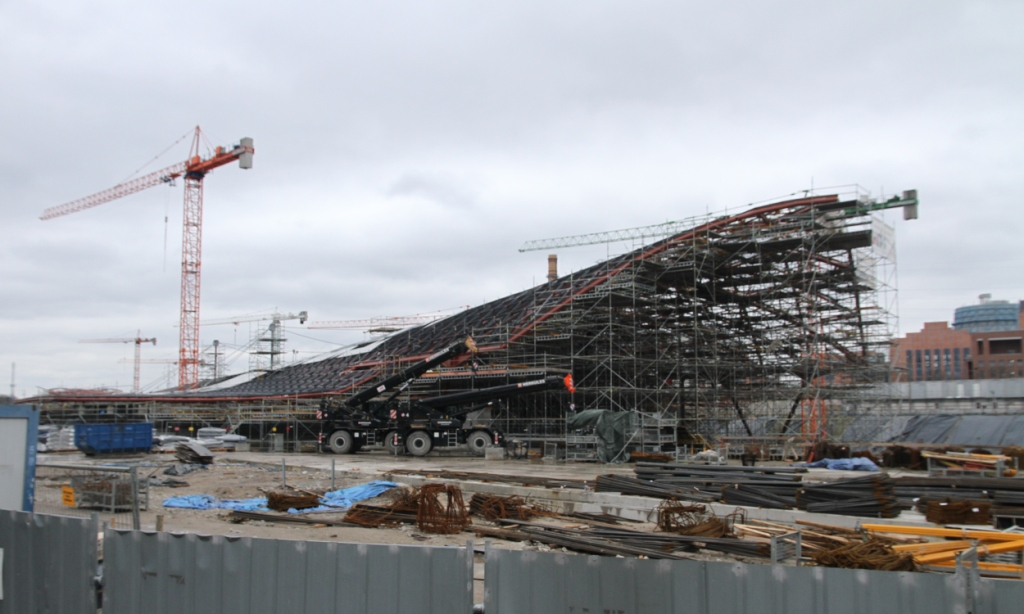
Bau des neuen Bahnhofs, Dezember 2014

Im November 2010 veröffentlichte die Polskie Koleje Państwowe eine Liste mit fünf Konsortien, welche zur Abgabe eines Angebots zum Umbau des Bahnhofes zu einem Untergrundbahnhof eingeladen wurden. Die Kosten wurden auf 1,9 Milliarden Złoty geschätzt. Im April 2011 wurden die Angebote veröffentlicht. Die Angebote lagen zwischen 1,541 Mrd. Złoty (ca. 376 Mio. Euro) und 2,345 Mrd. Złoty (ca. 572 Mio. Euro). Das Konsortium der Unternehmen Torpol, Astaldi, INTERCOR und Przedsiębiorstwo Budowy Dróg i Mostów erhielt im August 2011 den Zuschlag für 1,759 Mrd. Złoty (ca. 429 Mio. Euro). 
Der vorerst letzte Zug fuhr am 15. Oktober 2011 ab. Die Verbindungen des Bahnhofes werden über die Bahnhöfe Łódź Kaliska, Chojny und Widzew umgeleitet.
Der Bahnhof wurde zu einem unterirdischen Durchgangsbahnhof umgebaut.
Der Umbau erfolgte folgendermaßen:
- 2011: Stilllegung des Bahnhofs und Vorbereitung des Bauplatzes.
- 2012: Abbau der Gleise, Erdarbeiten, Bau der Tunnel und Verlagerung der Netze unter die Erde
- 2013: Fortführung der unterirdischen Bauarbeiten, Bau bzw. Umbau der Straßen
- 2014: Bau des Bahnhofes und Anbindung an den öffentlichen Personennahverkehr
- Dezember 2016 (ursprünglich geplant für 2015): Fertigstellung und Eröffnung des Bahnhofes